# دريئة

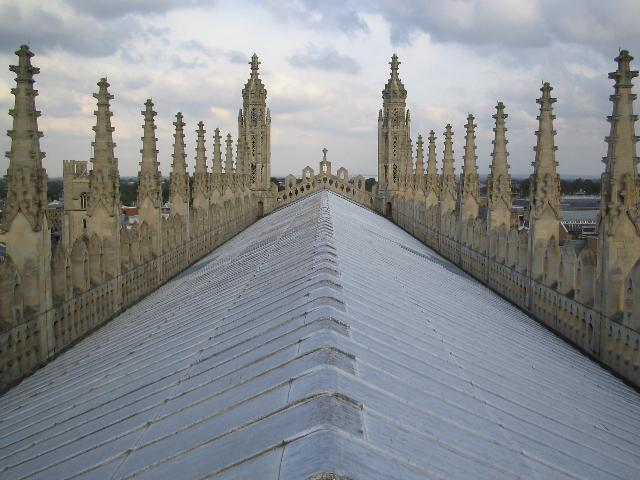
الدريئة

الدريئة هي مرتفع في صدر الخندق أو بالمجاز في أعلى الحصن يتستر خلفة المحاربون قديمًا. وفي الوقت الحاضر يستعمل حاجزًا للسقوف والجسور والشرفات.